# Riu Una
L'Una és un riu de la part oest de Bòsnia i Hercegovina. Creua tot l'estat de Croàcia. L'Una és un afluent directe del riu Sava, al seu torn afluent del Danubi. La conca del riu té una àrea de 10.400 km² i hi viuen vora un milió de persones.
L'Una neix als turons del nord-est de la muntanya Stražbenica i passa per Martinbrod, Kulen Vakuf, Ripac, Bihać, Bosanska Krupa, Bosanska Otoka, Novi Grad (l'antiga Bosanski Novi), Bosanska Kostajnica i Dubica. Acaba al riu Sava, prop de Jasenovac, a Croàcia. Els seus principals afluents són l'Unac, el Sana, el Klokot i el Krušnica.
Als seus voltants hi creixen vora 170 menes d'herbes medicinals, una de les quals és la Campanula unensis, la «campaneta de l'Una», una espècie endèmica. Hi viuen 28 tipus de peixos, el més gran dels quals és l'anomenat salmó del Danubi (Hucho hucho).